# 大方顶子遗址
大方顶子遗址是位于吉林省白山市抚松县万良镇境内，沿大方顶子山（旧称大荒顶子山）南部山脊分布的一系列积石堆。自1960年代以来，学界对此石堆群有多种结论，一是高句丽时期的城池，二是高句丽时期的积石墓，三是女真人在长白山山区的祭台遗迹。
第一次全国文物普查开始后的1960年6月，通化地区文物普查队对此处积石堆进行考古调查。《抚松县文物志》记载的文物普查队结论“新石器时代和高句丽时代的一座古城”。第二次全国文物普查开始后的1986年，抚松县文保所进行复查，“六个直径不等的石堆和一眼古井，还有一条长50米，宽1米，高0.35米的石带[石墙]”，“石块垒砌的石带尚辨别出古代城垣的迹象，很可能是高句丽时期的一座城址所在”。第三次全国文物普查开始后2008年10月，普查队将6个石堆定性高句丽时期的积石墓，但未找到1986年发现的石带（墙），同时在大方顶子山主峰东北的一个小山包岗调查了大方村新石器时代遗址。
2008年6月至2009年5月期间，吉林森工集团组织吉林省内专家学者进行七次考察，访问当地人士，得出此处遗迹为大型祭坛的结论。有作者进一步指出是祭祀长白山的祭坛。2008年的相关报道中，长春大学萨满文化研究中心教授陈景河等人则认为此处积石堆是一处“具有复合性文化特征”的大型祭坛遗址，经过长期和多次使用过。更推测“秦汉时期勿吉人设祭，唐代时期靺鞨人扩建，辽金时期女真人沿用并增设。”“祭坛从形制到规模，都与泰山封禅所筑祭坛相差无几，很可能是王一级的或部落群联盟使用的。”同时，此地“并非高句丽人传统活动区”，“祭坛不会是高句丽的遗存”。建议“恢复原貌，成为旅游热线，或北方民族朝圣之地，也就有了可能。”
2011年，吉林大学边疆考古研究中心受吉林省文物局委托，开展考古调查。调查组的结论，石堆系高句丽时期的山顶型积石墓群。